# Horst Westphal
Horst Westphal (* 1929 in Leipzig, nach anderen Quellen in Großpösna; † Dezember 2019) war ein deutscher Schauspieler.

## Leben

### Ausbildung und Theater
Horst Westphal machte zunächst eine Lehre als Kfz-Elektriker. Bereits während seiner Lehre, später dann während seiner Tätigkeit in seinem erlernten Beruf, nahm er privaten Schauspielunterricht in Meißen. Dort erhielt er am Stadttheater Meißen auch sein erstes Theaterengagement. Es folgen weitere Engagements am Maxim Gorki Theater in Ost-Berlin, am Nationaltheater Weimar und ab 1983 am Staatstheater Schwerin.
In Schwerin trat er u. a. als Adolf Eichmann in Bruder Eichmann von Heinar Kipphardt (1983; Regie: Christoph Schroth), in der Titelrolle in Onkel Wanja (1985; Regie: Christoph Schroth), als Pater Lorenzo in Romeo und Julia (1987; Regie: Christoph Schroth), als Schigolch in Lulu (1995; Regie: Peter Dehler), als Jude Shylock in Der Kaufmann von Venedig (1997; Regie: David Levin) und als Mr. Peachum in Brecht/Weills Die Dreigroschenoper (1998; Regie: Peter Dehler) auf.
Westphal hatte mehrere Gastengagements an der Volksbühne Berlin, wo er als Lucky in Warten auf Godot (1988; Regie: Siegfried Höchst), als König Claudius in Hamlet (1989; Regie: Siegfried Höchst), als Alceste in Der Menschenfeind (1991; Regie: Henry Hübchen) und als Trigorin in Die Möwe (1994; Regie: Iwan Stanew) auftrat. An der Volksbühne Berlin arbeitete er außerdem mit den Regisseuren Horst Hawemann, Rudolf Koloc, Frank Castorf und Christoph Marthaler zusammen.
Er hatte weitere Theaterengagements, zumeist Stückverträge, am Stadttheater Dortmund (1993), am Kleist-Theater Frankfurt (1994; Titelrolle in Baumeister Solneß, Regie: Rudolf Koloc), am Hans Otto Theater in Potsdam (1995; als Odysseus in Philoktet von Heiner Müller), am Theater an der Parkaue (Spielzeit 1998/99; als Harpagon in Der Geizige, Regie: Axel Richter), am Theater Magdeburg (1999; als Ebenezer Scrooge in Das Weihnachtslied, Regie: Franziska Ritter), am Volkstheater Rostock (2000; Titelrolle in König Lear, Regie: Alexandro Quintana), am BAT Berlin (2001; als Colonol in Blick zurück im Zorn, Regie: Kerstin Müller; 2002, als Vater der Marquise in Die Marquise von O...., Regie: Rudolf Koloc), am Theater Lübeck (2003–2006) und am Staatstheater Braunschweig (2009).
In der Spielzeit 2010/11 übernahm er am Maxim Gorki Theater in Berlin die Rolle des Bronski in Sein oder Nichtsein (Regie: Milan Peschel).

### Film und Fernsehen
Neben seiner umfangreichen Theatertätigkeit war Horst Westphal, vorwiegend in Nebenrollen, auch in Film- und Fernsehrollen zu sehen. In den 1960er Jahren stand er regelmäßig und sehr häufig vor der Kamera, später waren seine Filmauftritte dann nur noch sporadisch. In dem antifaschistischen Zweiteiler Die Mutter und das Schweigen (1965) spielte er neben Erika Dunkelmann.
Im Film hatte er eine späte Alterskarriere. In dem Spielfilm Stilles Land (1992), dem ersten Kinofilm des Regisseurs Andreas Dresen, spielte er neben Darstellern wie Thorsten Merten, Jeannette Arndt, Kurt Böwe und Petra Kelling. Im Jahr 2008 spielte Westphal, im Alter von fast 80 Jahren, seine erste Kinohauptrolle. In Andreas Dresens bei den Internationalen Filmfestspielen in Cannes uraufgeführten Beziehungsdrama Wolke 9 verkörperte er, an der Seite von Ursula Werner, den 76-jährigen Rentner und Naturfreund Karl, den Liebhaber einer verheirateten Frau.
In dem Kurzfilm Erbgut (2013) spielte er den Großvater Fritz Hollmann, der Aufseher im Konzentrationslager Auschwitz-Birkenau war. In dem Fernsehfilm Du bist dran (2013), einer Tragikomödie mit Lars Eidinger als Hausmann Peter in der Hauptrolle, spielte er den Großvater Herbert, den Vater der männlichen Hauptfigur. In der 15. Staffel der ZDF-Krimiserie SOKO Leipzig (2014) in einer Episodenrolle als Major und ehemaliger Führungsoffizier der Staatssicherheit zu sehen. In dem Spielfilm Nachspielzeit (2015), der die Lebensschicksale junger Menschen in Berlin-Neukölln nachzeichnet, verkörperte er den alten Liebach, einen „verhärmten, alten Mann“, im Rollstuhl. In der 17. Staffel der ZDF-Serie SOKO Leipzig (2017) übernahm er erneut eine Episodenrolle zu sehen, in der er den 92-jährigen ehemaligen SS-Untersturmführer Friedrich Senckenberg spielte, der sich als Jude, der das KZ Sachsenhausen und die Todesmärsche überlebte, bei Kriegsende eine neue Identität verschaffte. In der 3. Staffel der Fernsehserie Alles Klara (2017), war er, an der Seite von Carl Heinz Choynski, in einer Episodenrolle als UFO-Skeptiker Rudi Boghausen zu sehen; Westphal und Choynski spielten zwei ältere Herren und beste Freunde, die unterschiedlicher nicht sein könnten. Im Tatort: Tiere der Großstadt (2018), dem achten Tatort-Fall des Berliner Ermittlerteams Rubin und Karow, verkörperte er den alten Rentner und Zeugen Albert, einen „entrückten Nachbarn mit Erinnerungssprüngen“. In der ZDFneo-Serie Dead End (2019) hatte er, an der Seite von Marie Anne Fliegel, eine der Episodenrollen als Altenheimbewohner Alfred Rauch, der aus Liebe einer gemeinsamen Mitbewohnerin ihren letzten Wunsch erfüllt.
Westphal lebte in Berlin. Er starb im Dezember 2019 im Alter von 90 Jahren.

## Filmografie
- 1961: Und das am Heiligabend (Fernsehfilm)
- 1962: Fernsehpitaval: Auf der Flucht erschossen (Fernsehreihe)
- 1962: Die Wand der Vergeltung
- 1963: Mordaffäre Molitor (Fernsehfilm)
- 1965: Heimbachs Gäste (Fernsehfilm)
- 1965: Der Nachfolger
- 1965: Die Mutter und das Schweigen (Fernsehfilm; Zweiteiler)
- 1968: 12 Uhr mittags kommt der Boß
- 1969: Drei von der K: Die Thornsteinbande (Fernsehserie)
- 1974: Maria (Fernsehfilm)
- 1974: Die Frauen der Wardins (Fernseh-Dreiteiler)
- 1978: Der Besuch der Alten Dame (Theateraufzeichnung, Nationaltheater Weimar)
- 1984: Romeo und Julia auf dem Dorfe
- 1992: Stilles Land
- 2008: Wolke 9
- 2009: Ladylike – Jetzt erst recht! (Fernsehfilm)
- 2013: Erbgut (Kurzfilm)
- 2013: Du bist dran (Fernsehfilm)
- 2014: SOKO Leipzig: Der verlorene Sohn (Fernsehserie)
- 2015: Nachspielzeit
- 2017: SOKO Leipzig: Chefsache (Fernsehserie)
- 2017: Alles Klara: UFOs über dem Harz (Fernsehserie)
- 2018: Tatort: Tiere der Großstadt (Fernsehreihe)
- 2019: Dead End: Gestorben wird immer (Fernsehserie)